# Coco (filme)
Coco (bra: Viva: A Vida é uma Festa, ou Viva - A Vida é uma Festa; prt: Coco) é um filme musical de animação computadorizada norte-americano de 2017, produzido pela Pixar Animation Studios e distribuído pela Walt Disney Studios Motion Pictures.
Baseado em uma ideia original de Lee Unkrich, o longa-metragem animado é dirigido por Unkrich e codirigido por Adrian Molina. A história é sobre um garoto de 12 anos chamado Miguel Rivera que acidentalmente é transportado para o mundo dos mortos, onde procura pela ajuda de seu tataravô músico para que ele o leve de volta para a sua família no mundo dos vivos.
O conceito do filme é baseado no feriado mexicano de Dia dos Mortos. Coco foi roteirizado por Molina e Matthew Aldrich a partir de uma história de Unkrich, Jason Katz, Aldrich e do próprio Molina. A Pixar começou a desenvolver a animação do projeto em 2016; Unkrich e alguns dos responsáveis pelo filme visitaram o México para buscar inspiração. O compositor Michael Giacchino, que já trabalhou em outros filmes anteriores da Pixar, como The Incredibles, Ratatouille, Up e Cars 2, compôs a trilha sonora. O elenco de dublagem do filme conta com Anthony Gonzalez, Gael García Bernal, Benjamin Bratt, Alanna Ubach, Renée Victor, Ana Ofelia Murguía e Edward James Olmos. Foi o primeiro filme na história do cinema com uma bilheteria de nove dígitos a contar com um elenco completamente composto por atores latinos, contando com estimativas orçamentárias que variam entre US$ 175 e 200 milhões.
Coco teve sua pré-estreia no dia 20 de outubro de 2017, durante o Festival Internacional de Cinema de Morelia, no México. Foi lançado nas salas de cinema do México na semana seguinte, no fim de semana anterior ao Dia dos Mortos e tornou-se o filme de maior bilheteria de todos os tempos na história do país. Estreou nos Estados Unidos em 22 de novembro de 2017, no feriado do Dia de Ação de Graças, tornando-se um sucesso financeiro ao arrecadar mais de US$ 805 milhões mundialmente. Contabilizou US$ 209,7 milhões nos Estados Unidos e Canadá, sendo a décima terceira maior bilheteria no mercado doméstico no ano e ocupando a décima primeira posição entre os filmes mais rentáveis de 2017. É a quinta produção de maior bilheteria da Pixar Animation Studios, sendo superado apenas por Toy Story 3, Finding Dory, Finding Nemo e Inside Out. Atualmente, está entre as oitenta maiores bilheterias de todos os tempos. Coco foi aclamado pela crítica, que elogiou a animação, as performances vocais, a trilha sonora, as canções, a história emocional e o respeito com a cultura mexicana. Recebeu duas indicações ao Globo de Ouro 2018, sendo eleito o Melhor Filme de Animação, título que também conquistou no 71.º British Academy Film Awards. Na 90.ª cerimônia do Oscar, venceu nas duas categorias em que concorreu, de Melhor Canção Original, por "Remember Me", e Melhor Filme de Animação.

## Enredo
A história se passa na cidade de Santa Cecilia, no México. No passado, Amelia Rivera era a esposa de um músico, que por sua vez abandonou Amelia e Ines, a filha do casal, para seguir uma carreira musical. Magoada pelo abandono, Amelia baniu a música em sua família e abriu uma empresa familiar de calçados. No presente, Miguel Rivera, garoto de 12 anos e tataraneto de Amelia, vive com sua família, incluindo a já idosa Ines, sua bisavó. Ele secretamente sonha em se tornar um músico, assim como Ernesto de La Cruz, um ator e cantor muito popular na época em que Amelia foi abandonada. Um dia, Miguel acidentalmente destrói a moldura da foto de Amelia no centro da oferenda da família e a retira, descobrindo que nessa foto o marido dela (cujo rosto foi rasgado) estava segurando o famoso violão de Ernesto. Concluindo que é descendente de Ernesto, Miguel decide contar a sua família seu segredo e que se inscreveu em um concurso de talentos da vila onde moram pra tocar e cantar, mas sua enérgica avó Elena (também conhecida como Abuelita) se irrita com a revelação e quebra seu violão por ele ter desobedecido a regra mais importante da família: "nada de música".
Desolado, na véspera do Dia dos Mortos, ele vai ao museu de La Cruz para pegar emprestado o seu violão de caveira, mas ao tocar o primeira acorde, ele se torna invisível para todos os presentes na praça da vila. Porém, ele pode ver e ser visto por Dante, um cão de rua de raça Xoloitzcuintli que acolheu às escondidas de Abuelita, e por seus parentes falecidos em forma de esqueleto que saíram do Mundo dos Mortos para visitar seus familiares no Mundos dos Vivos no feriado. Os familiares levam Miguel ao Mundo dos Mortos após descobrirem que Amelia não pode visitar os familiares vivos porque Miguel removeu sua foto da oferenda. Descobrindo que ele foi amaldiçoado por roubar um pertence dos mortos - o violão do museu de Ernesto de La Cruz - Miguel deve retornar ao Mundo dos Vivos antes do nascer do sol, senão ele ficará no Mundo dos Mortos para sempre. Para retornar, ele precisa receber a benção de um membro de sua família usando uma pétala de calêndula asteca para que a maldição seja desfeita. Amelia oferece sua bênção a Miguel, mas sob a condição de que ele abandone seu sonho de ser músico quando retornar ao Mundo dos Vivos. Miguel se recusa a aceitar a condição e tenta procurar a bênção de Ernesto.
No caminho Miguel acaba encontrando Héctor, um esqueleto malandro e de pouca sorte que no passado chegou a ser parceiro musical de Ernesto. Miguel mente para Héctor dizendo que precisa da bênção de Ernesto de La Cruz porque ele é seu único parente no Mundo dos Mortos e, portanto, o único que pode fazê-lo retornar ao Mundo dos Vivos. Héctor, por sua vez, explica que todos os seus parentes vivos, exceto por sua filha, o esqueceram e por isso não colocam nenhum retrato seu na oferenda no Mundo dos Vivos. Se mais ninguém no Mundo dos Vivos se lembrar dele, Héctor desaparecerá. Ambos fazem um acordo: Héctor ajudará Miguel a encontrar Ernesto e em troca Miguel colocará uma foto de Héctor na oferenda da família Rivera. Héctor consegue obter um violão com seu amigo Chicharrón, um velho esqueleto amargurado e boêmio que acaba desaparecendo por ter sido esquecido pelos habitantes do Mundo dos Vivos. Enquanto isso, os familiares mortos de Miguel saem em busca dele com a ajuda de Pepita, um alebrije similar a um felino feroz que foi domesticado pela família no Mundo dos Mortos.
Miguel se apresenta junto com Héctor em um concurso musical no Mundo dos Mortos cujo vencedor teria acesso à mansão de Ernesto (ambos cantam a música "Un Poco Loco"). Porém a família de Miguel acaba dando as caras no concurso e Héctor descobre que Miguel mentiu sobre Ernesto ser seu único parente no Mundo dos Mortos. Irritado, ele tenta devolver Miguel aos seus familiares, mas Miguel escapa, não sem antes confrontar Amelia e culpá-la pelo seu sofrimento por causa do banimento da música na família, o que a deixa entristecida. Com a ajuda da banda que acabou vencendo o concurso, Miguel consegue se infiltrar na mansão de Ernesto e enfim acaba conhecendo seu ídolo, que acaba aceitando Miguel como seu tataraneto. Porém, Héctor também se infiltra na mansão e revela que a antiga amizade entre ele e Ernesto se deteriorou depois que ele morreu. Héctor confronta Ernesto e implora que Miguel cumpra o acordo e coloque sua foto na oferenda da família Rivera. Após uma longa discussão, Héctor relembra que morreu misteriosamente após ter uma discussão com Ernesto, em que Héctor havia decidido desistir de sua carreira musical e retornar à sua família. Ernesto, tentando dissuadi-lo, o ofereceu uma bebida, porém pouco tempo depois Héctor faleceu. Após Miguel relembrar uma cena de um filme protagonizado por Ernesto em que o vilão, Don Hidalgo, tenta envenenar a bebida do protagonista, Héctor chega à conclusão de que Ernesto o envenenou e roubou seu violão e suas canções, assumindo o crédito por elas e as usando para ficar famoso. Após se revelar uma pessoa egoísta e mau-caráter, Ernesto rouba a foto e ordena que seus seguranças joguem Miguel e Héctor em uma gruta subterrânea.
Na gruta, Miguel e Héctor se dão conta de que são tataraneto e tataravô, respectivamente, e que Ines é a filha de Héctor e a única no Mundo dos Vivos que ainda se lembra dele. Com a ajuda de Dante - que na verdade trata-se de um alebrije - Amelia e Pepita salvam Miguel e Héctor da gruta. Amelia, aos poucos, se reconcilia com Héctor após Miguel revelar que seu tataravô foi morto por Ernesto justamente quando ele tentava voltar para sua família. Porém eles ainda precisam recuperar a foto que Ernesto roubou e, com a ajuda de Frida Kahlo - com quem Miguel fez amizade antes de participarem do concurso. O plano dá errado e Ernesto joga Miguel do alto da torre de sua mansão. Pepita salva Miguel da morte, mas a foto de Héctor (que estava com Miguel) acaba desaparecendo ao cair na água e foi rasgada. Os familiares mortos de Miguel conseguem filmar e exibir Ernesto os ameaçando para todos da plateia. Após retornar ao palco, Ernesto começa a ser vaiado pelo público, que passa a arremessar tomates e alimentos em repúdio. Pepita e Miguel vão até o palco, onde Pepita captura Ernesto e o joga contra um sino gigante. O sino acaba esmagando Ernesto, repetindo a forma como ele morreu pela primeira vez.
À medida que o sol nasce, Héctor corre o risco de ser esquecido e de desaparecer. Amelia enfim abençoa Miguel, permitindo que ele siga em frente com o sonho de ser um músico, e ele retorna ao Mundo dos Vivos. Desesperado, ele volta pra casa e, após se esquivar de sua Abuelita, ele se tranca no quarto de Ines e tenta fazer com que ela se lembre de Héctor, a princípio sem sucesso. Os membros vivos da família Rivera conseguem destrancar a porta e Miguel, em uma última tentativa, decide tocar uma canção que Héctor fez em homenagem a Ines: [Lembre de Mim], e os dois cantavam juntos durante a infância dela. A canção faz com que ela se lembre de Héctor e a revitaliza, para a grata surpresa de Abuelita e dos outros membros vivos da família. Ines dá a Miguel o pedaço rasgado da foto da oferenda, que contém o rosto de Héctor. Miguel se reconcilia com Abuelita, que por sua vez enfim o aceita de volta na família e aceita de vez a música na família.
Um ano se passa. Com os esforços de Miguel, que recebeu de Ines as cartas e letras das músicas de Héctor que provam que ele é o verdadeiro autor das canções, o legado de Ernesto é destruído e o público que outrora o venerava passa agora a venerar Héctor. Nesse meio tempo Ines morreu e enfim pôde se reunir com Amelia e Héctor no Mundo dos Mortos. Miguel orgulhosamente apresenta a oferenda de sua família à sua irmã mais nova recém-nascida (a mãe de Miguel estava grávida durante a época dos acontecimentos anteriores do filme). Na cena final, Héctor, Amelia, Ines e os outros membros mortos da família Rivera visitam os membros vivos no feriado de Dia dos Mortos e Miguel canta e toca sua música [Harmonia do Meu Coração] para todos os seus familiares (tanto os vivos quanto os mortos).

## Elenco
- Anthony Gonzalez como Miguel Rivera, um garoto de 12 anos que sonha em se tornar músico.[22][23] No Brasil, Arthur Salerno.
- Gael Garcia Bernal como Héctor Rivera, um charmoso malandro do Mundo dos Mortos que atrai Miguel para ajudá-lo a visitar o Mundo dos Vivos.[22][23] No Brasil, Leandro Luna.[24] No Brasil, Leandro Luna.
- Benjamin Bratt como Ernesto de La Cruz, o mais famoso músico da história do México e ídolo de Miguel. Reverenciado por seus fãs mundo afora até a sua morte precoce, o charmoso e carismático músico é ainda mais querido no Mundo dos Mortos.[23][25][26][27] Antonio Sol dubla Ernesto quando o personagem canta, exceto nas partes da canção "Remember Me"[28][29] No Brasil, Nando Pradho.[24]
- Alanna Ubach como Mamá Amelia Rivera, a falecida trisavó de Miguel, esposa de Héctor e matriarca da família Rivera.[23][30] No Brasil, Adriana Quadros.[24]
- Renée Victor como Abuelita Elena Rivera, avó de Miguel que impõe o banimento da música em sua família.[23] No Brasil, Marilza Batista.[24]
- Ana Ofelia Murguía como Mamá Ines (Socorro Rivera), bisavó de Miguel, mãe de Abuelita e filha de Amelia.[23]
- Edward James Olmos como Chicharrón, um amigo de Héctor que foi esquecido no mundo dos mortos.[23][31]
- Alfonso Arau como Papá Julio Rivera, o falecido bisavô de Miguel e marido de Ines.[23]
- Selene Luna como Tia Rosita Rivera, a falecida tia-bisavó de Miguel, irmã de Julio.[23]
- Dyana Ortellí como Tia Victória Rivera, a falecida tia-avó de Miguel, irmã de Abuelita.[23]
- Herbert Sigüenza como Tio Oscar Rivera e Tio Felipe Rivera, irmãos gêmeos de Amelia e tios-trisavôs de Miguel.[23][26][27]
- Jaime Camil como Papá Enrique Rivera, pai de Miguel.[23]
- Sofía Espinosa como Mamá Luisa Rivera, mãe de Miguel. Está grávida de seu segundo filho com Enrique durante os acontecimentos do filme.[23]
- Luis Valdez como Tio Berto Rivera, tio de Miguel.[23][32] Valdez também interpreta Don Hidalgo, um vilão de um filme antigo protagonizado por Ernesto de la Cruz.
- Lombardo Boyar como um Mariachi que Miguel encontra na Plaza Santa Cecília.[23] Boyar também interpreta Gustavo, um músico do Mundo dos Mortos. No Brasil, Rogério Flausino.[24][33][34]
- Octavio Solis como Agente de Chegadas[23]
- Carla Medina como Agente de Saídas[23]
- Gabriel Iglesias como Chefe de Gestão[23]
- Cheech Marin como Oficial de Correções[23]
- Blanca Araceli como Mestre de Cerimônias[23]
- Natalia Cordova-Buckley como Frida Kahlo[35]
- Salvador Reyes como Chefe de Segurança[23]
- John Ratzenberger como Juan Ortodoncia, um esqueleto do Mundo dos Mortos que possui dentes podres.[36]

## Produção
Em 25 de abril de 2012, a Pixar anunciou um filme inspirado Día de Muertos (Dia dos Mortos). Em 11 de Maio de 2013, A Walt Disney Company apresentou um pedido para marca comercial a expressão "Día de los Muertos" para diversas aplicações de merchandising. Este movimento foi recebido com críticas na mídia social da comunidade latina dos Estados Unidos. Um deles foi Lalo Alcaraz, um cartunista mexicano-americano, que desenhou um poster do filme, intitulado "Muerto Mouse", representando um esqueleto Godzilla do tamanho de Mickey Mouse com a assinatura "está chegando a marca da sua cultura." Mais de 21.000 pessoas assinaram uma petição no Change.org afirmando que a marca foi "apropriação cultural e a exploração no seu pior." Uma semana depois, a Disney cancelou sua tentativa, com a declaração oficial dizendo que a "o depósito da marca foi concebido para proteger qualquer potencial de título para o nosso filme e atividades relacionadas. Desde então, foi determinado que o título do filme vai mudar, e, portanto, estamos retirando o nosso arquivamento da marca." Em 2015, a Pixar contratou Alcaraz para consulta sobre o filme. Junto com o dramaturgo Octavio Solís e Marcela Davison Aviles, ex CEO da Mexican Heritage Corp.  formaram uma equipe de consultores culturais para o filme. Lee disse em seu Twitter que tornaram o filme "culturalmente honesto".
A Pixar fez várias viagens para o México para ajudar a definir os personagens e a história de Coco. Unkrich disse, "eu tinha visto ele retratado na arte popular. Era algo sobre a justaposição de esqueletos com brilhantes, festivas de cores que capturou minha imaginação. Ele me levou para baixo de um sinuoso caminho de descoberta. E quanto mais eu aprendo sobre o Día de los Muertos, a mais isso me afeta profundamente."
Em 15 de agosto de 2015, a Pixar confirmou o título do filme, inspirado no feriado mexicano do Día de Muertos, na D23 Expo. Foi dirigido por Lee Unkrich, que também foi responsável pela direção de Toy Story 3, e a descrição oficial afirma que "Coco é a celebração de uma vida, onde a descoberta de mistérios das gerações antigas leva a uma extraordinária e surpreendente reunião de família". Em 13 de abril de 2016, Unkrich anunciou que eles começaram a animação.
O roteirista Adrian Molina foi promovido a co-diretor em 2016. A Variety divulgou informações do elenco e a história em 6 de dezembro de 2016. Ela afirmou que Coco é provavelmente um musical, embora a Pixar está relutante em chama-lo assim; mesclando canções originais com canções mexicanas tradicionais, cantadas pelo elenco. Coco vai trazer inúmeros elementos da cultura mexicana: nas canções de la Cruz, as oferendas tradicionais, um cachorro pelado mexicano como o animal de estimação de Miguel, alebrijes brilhantemente coloridos, que se tornam espécies de guardiões no mundo dos mortos. Unkrich e sua equipe pegaram essas referências culturais através das diversas viagens de pesquisa às cidades mexicanas. "Eu serei o primeiro a dizer que ir em algumas viagens de pesquisa não nos faz peritos em qualquer coisa," Unkrich diz, "mas seria errado para nós não trazer nada. Eu sabia desde o primeiro dia, quando John Lasseter deu a aprovação, que nós tínhamos uma enorme responsabilidade de contar essa história corretamente e não cair em clichê ou estereótipo".
O Mundo dos Mortos é inspirado na cidade mexicana de Guanajuato, que é conhecida por suas casas coloridas ao lado de colinas, muito parecidas com as que aparecem no filme.

### Animação
Em 13 de abril de 2016, Lee Unkrich anunciou que a equipe de animação já tinha começado a trabalhar. O roteirista do filme Adrian Molina foi promovido a codiretor no fim de 2016.

## Trilha sonora
Coco (Original Motion Picture Soundtrack) é a trilha sonora do filme de animação de 2017da Pixar Animation Studios e distribuído pela Walt Disney Studios Motion Pictures, Coco. A trilha sonora foi lançada pela Walt Disney Records em 10 de novembro de 2017 nos formatos de CD e download digital. Possui canções escritas por Kristen Anderson-Lopez, Robert Lopez, Germaine Franco, Michael Giacchino e Adrian Molina.[1]
"Remember Me", música-tema do filme, venceu prêmios como o Óscar de melhor canção original e o Critics' Choice Movie Awards de melhor música,[2], foi indicada ao Globo de Ouro de melhor canção original[3] e ao Houston Film Critics Society de melhor canção original,[4] além de ganhar o Phoenix Film Critics Society Awards de melhor música.[5] Michael Giacchino ganhou o Hollywood Music in Media Awards de melhor instrumental original para um filme de animação,[6] também sendo indicado ao Washington D.C. Area Film Critics Association de melhor instrumental original.[7] Giacchino, Kristen Anderson-Lopez, Robert Lopez, Germaine Franco e Adrian Molina venceram o Annie Award de melhor música em um filme de animação.[8][9][10][11] Uma versão em duo de "Remember Me" com Miguel & Natalia Lafourcade foi lançada para divulgação do filme.

## Lançamento
Coco foi lançado no México em 27 de outubro de 2017, no fim de semana antes do Dia dos mortos. O filme foi lançado nos Estados Unidos no dia 22 de novembro de 2017, durante o feriado de Ação de Graças, e foi lançado no Reino Unido no dia 19 de janeiro de 2018. Coco estreou em um mercado concorrido, sendo precedido por Thor: Ragnarok, Justice League e outro filme de animação, The Star, e sucedido por por Star Wars: The Last Jedi e por outro filme de animação, Ferdinand, três semanas após os feriados de Ação de Graças. É um dos três filmes produzidos pela Disney a serem lançados entre os meses de novembro-dezembro de 2017. É o segundo filme da Pixar sendo lançado em 2017, sendo precedido por Cars 3. 2017 é o segundo ano em que a Pixar lança dois filmes, após 2015 (em que lançou Inside Out e The Good Dinosaur). O filme foi acompanhado nos cinemas pelo média-metragem Olaf's Frozen Adventure, da Walt Disney Animation Studios, por um tempo limitado, contendo os personagens de Frozen, fazendo com que Coco se tornasse o primeiro filme da Pixar a não ser acompanhado por um curta metragem da Pixar desde o primeiro filme, Toy Story, em 1995.

### Marketing
O primeiro teaser trailer foi lançado no dia 15 de março de 2017, dois dias antes do lançamento de Beauty and the Beast estreou nas salas de cinema do mundo todo. O teaser trailer apresentou o conceito básico do filme, destacando o foco na música. Scott Mendelson, da Forbes, elogiou o trailer, considerando-o "um fabuloso produto da velha escola da Disney, consistido principalmente de uma única sequência e oferecendo apenas uma breve aperitivo do que está por vir". Os temas do filme e seu design renderam comparações com outro filme situado no Dia dos mortos, The Book of Life (2014). Porém, Marisa Martinelli, da revista Slate, apontou que o enredo do filme, assim como o protagonista estando na companhia de uma pessoa morta, era mais parecido com o de outro filme da Pixar, Ratatouille (2007),
comparando o personagem Miguel com o rato Remy. Ela também notou que a cena em que Miguel atravessa uma pessoa viva e percebe que está em outra dimensão lembra algumas cenas do filme japonês A Viagem de Chihiro (2001). Um curta-metragem de dois minutos, de nome Dante's Lunch-A Short Tail (em português, O Almoço de Dante), foi lançado online no dia 29 de março de 2017. Ele apresentou um dos personagens mais importantes do filme, um cachorro de raça Xoloitzcuintle de nome Dante. O curta-metragem foi criado antes do processo de animação comandado por Unkrich e seu time ter um conceito mais desenvolvido do personagem.
O primeiro trailer oficial foi lançado no dia 7 de junho de 2017, seguido pelo segundo trailer, lançado no dia 13 de setembro de 2017. Coco recebeu marketing amplo no México, ganhando até mesmo publicidade em paredes e muros que geralmente são usadas para anunciar eventos locais, porém nunca são usados para divulgar filmes. Uma distribuidora de filmes para cinema no país promoveu um concurso para a dublagem de um personagem no filme, e outra distribuidora promoveu um concurso para entrevistar o elenco e a equipe de produção do filme. O filme ainda recebeu seu próprio jogo VR, sendo esse o primeiro trabalho de desenvolvimento VR da Pixar.

## Recepção
A estreia de Coco ocorreu na semana de Ação de Graças, em uma época de mercado concorrido, tendo como principais concorrentes o blockbuster Justice League, o filme de baixo orçamento Wonder, além de Thor: Ragnarok, outro blockbuster (esse da própria Disney).

### Bilheteria
Coco arrecadou US$ 210,4 milhões nos Estados Unidos e Canadá e US$ 604,1 milhões em outros territórios, totalizando US$ 814,6 milhões mundialmente.

#### Estados Unidos e Canadá
Nos Estados Unidos e Canadá, Coco foi projetado para arrecadar US$ 55–65 milhões com sua estreia em 3.987 salas de cinema em seus primeiros cinco dias, faturando US$ 40 milhões no seu primeiro fim de semana. Em seu segundo fim de semana, Coco arrecadou US$ 26,1 milhões, tendo sofrido uma queda de 46% em comparação ao primeiro fim de semana, queda menor do que a sofrida por Moana, Frozen e The Good Dinosaur, e de quebra continuou em primeiro lugar no ranking de bilheteria. Coco arrecadou US$ 2,3 milhões segundo previsões na noite de 21 de novembro, uma terça-feira, ficando entre as duas estreias da Disney no mês de novembro: Moana (que arrecadou US$ 2,6 milhões) e The Good Dinosaur (que arrecadou US$ 1,3 milhões). Em seu primeiro dia, Coco teve a receita de US$ 13,2 milhões de dólares. Seu rendimento de estreia no fim de semana foi de US$ 50,8 milhões de dólares, somandi o rendimento total de US$ 72,9 milhões nos cinco primeiros dias de lançamento do filme nos cinemas, ficando com a primeira posição nas bilheterias e desbancando um forte concorrente: Justice League. Coco foi a quarta maior bilheteria de abertura de fim de semana em época de feriados de Ação de Graças, ficando atrás apenas de filmes da própria Disney, como Frozen, Moana e Toy Story 2. O filme liderou as bilheterias novamente pela terceira semana, sofrendo uma queda de 33% com relação à semana anterior e arrecadando US$ 18,3 milhões, um rendimento similar ao de Moana. Nesse mesmo fim de semana, Coco se tornou o quarto filme lançado em 2017 a ficar três vezes seguidas na liderança das bilheterias, junto a Split, The Fate of the Furious e The Hitman's Bodyguard. Coco só foi perder a liderança nas bilheterias em sua quarta semana de exibição, após as estreias de Star Wars: The Last Jedi e por outro filme de animação, Ferdinand, da Blue Sky Studios. Com isso, o filme conseguiu se manter no terceiro lugar na quarta semana, com US$10 milhões de dólares. Em sua quinta semana nas bilheterias, às vésperas do Natal, Coco teve que enfrentar a estreia dos filmes Jumanji: Welcome to the Jungle, Pitch Perfect 3, The Greatest Showman, Downsizing e Father Figures, além do aumento da quantidade de salas de cinema de Darkest Hour e The Shape of Water. Com isso, o filme da Pixar caiu para o sexto lugar, obtendo US$ 5,2 milhões no fim de semana. A queda foi de apenas 6%, apesar da redução de mil cinemas do circuito de exibição.

#### Exterior
Os mercados mais rentáveis para o filme foram na China (US$ 189,2 milhões), no México (US$ 57,8 milhões), na França (US$ 33,3 milhões), no Reino Unido (US$ 26,2 milhões), na Coreia do Sul (US$ 26 milhões), na Espanha (US$ 21,4 milhões), na Argentina (US$ 17,9 milhões), na Itália (US$ 14,4 milhões), na Alemanha (US$ 12,3 milhões), no Brasil (US$ 9,4 milhões), na Rússia (US$ 9,4 milhões) e na Austrália (US$ 9,1 milhões).

##### México
Coco foi lançado no México no dia 27 de outubro de 2017, quase um mês antes do lançamento do filme nos Estados Unidos. Arrecadou US$ 9,3 milhões em sua abertura de fim de semana nos cinemas, batendo o recorde de maior abertura de fim de semana para um filme de animação e a maior estreia para um filme de animação fora da temporada de verão no mercado. Em seu segundo fim de semana no México, arrecadou US$ 10,8 milhões, um aumento de 12% em comparação ao seu primeiro fim de semana, somando até então uma bilheteria total de US$ 28 milhões nos cinemas mexicanos. Com essas marcas, Coco se tornou o filme de animação com maior arrecadação no país nos primeiros dez dias de exibição nas salas de cinema, além de ter se tornado o filme de animação original com maior bilheteria de todos os tempos no mercado mexicano. Em seu terceiro fim de semana em território mexicano, sofreu uma queda de apenas 23%, somando mais US$ 8,4 milhões. Isso rendeu uma bilheteria total de MX$ 792 milhões (US$ 41,4 milhões), tornado-se assim o filme animado com maior bilheteria de todos os tempos, além do segundo filme com maior bilheteria de todos os tempos no México, atrás apenas de The Avengers, também da Disney, até então o filme de maior bilheteria do país. Alguns dias depois, no dia 15 de novembro, Coco ultrapassou a bilheteria local de The Avengers, passando a ser, portanto, o filme de maior bilheteria de todos os tempos no México.

##### China
Na China, Coco terminou em primeiro lugar nas bilheterias de fim de semana, arrecadando US$ 18,2 milhões em três dias. Depois de sofrer crescimentos nas bilheterias a cada dia da semana, Coco teve um crescimento de 148% em seu segundo fim de semana, somando o total de US$ 75,6 milhões nesse mercado até então. No terceiro fim de semana nos cinemas chineses Coco sofreu uma queda de apenas 21%, arrecadando mais US$ 35 milhões
O sucesso de Coco na China se mostrou uma grande surpresa para a maioria dos analistas de bilheterias, que projetavam um rendimento total entre US$ 30–40 milhões. No segundo filme de semana, o filme se tornou o filme mais rentável da Pixar no país, superando Finding Dory. No quinto fim de semana, o filme superou a bilheteria de Despicable Me 3 e se tornou a segunda maior bilheteria de todos os tempos na China para filmes de animação da Disney ou da Pixar, ficando atrás apenas de Zootopia

### Crítica
No site agregador de críticas Rotten Tomatoes, 97% das 308 resenhas dos críticos são positivas, com uma classificação média de 83/10. O consenso diz que "os ricos prazeres visuais de Coco são acompanhados de uma narrativa pensativa que leva uma abordagem familiar -- e profundamente afetuosa -- a questões como cultura, família, vida e morte".
Foi o filme de animação com melhor índice de aprovação do site em 2017 também e ficou em nono lugar no ranking de filmes com maiores índices de aprovação lançados em circuito de mundial. O Metacritic, que usa uma média ponderada, atribuiu ao filme uma pontuação de 81 em 100, baseado em 48 críticos, indicando "aclamação universal". No CinemaScore, Coco conseguiu a nota máxima "A+", apurada junto aos espectadores dos cinemas americanos. Trata-se do sexto filme da Pixar a atingir esta marca, mas apenas o primeiro nesta década. O último tinha sido “Up” em 2009.
Michael Rechtshaffen, do portal The Hollywood Reporter, disse: "Em todo o conjunto imaginativo, os cineastas (o roteiro é creditado ao veterano da Pixar, Molina e Matthew Aldrich) criam uma tapeçaria ricamente tecida de histórias inteiramente pesquisadas, personagens totalmente dimensionais, toques inteligentes, tão sensíveis quanto divertidos, macabros e vívidos, com visuais lindamente texturizados". Robert Abele, do TheWrap, elogiou o filme, declarando: "Se um filme de animação vai oferecer às crianças uma forma de processar a morte, é difícil vislumbrar um exemplo de entretenimento mais espiritual, tocante e suave do que Coco". Em sua crítica para a revista Variety, Peter Debruge escreveu: "Em todo caso, dá certo: Os criadores de Coco claramente tinham o final perfeito em mente antes de terem inserido todos os outros detalhes e, embora o filme seja bem arrastado e contenha algumas piadas demasiado infantis... a sincera resolução emocional da história ganha os soluços que certamente o inspirou." Debruge também descreveu o filme como "(uma) adição efetiva, porém excepcional, ao histórico de filmes da Pixar." Matt Zoller Seitz, do portal RogerEbert.com deu ao filme, entre 0 a 4 estrelas, a nota máxima de quatro estrelas, argumentando que "há um toque do mestre japonês Hayao Miyazaki na representação do fato do filme ser sobre os mortos interagindo com os vivos, bem como a sua representação de certas criaturas," tais como Dante e Pepita. Ele concluiu em sua crítica afirmando: "Eu tive algumas pequenas dúvidas enquanto estive assistindo (a Coco), mas não consigo lembrar quais eram. Este filme é um clássico."
Peter Travers, da revista Rolling Stone deu ao filme, entre 0 a 4 estrelas, a avaliação de 3,5 estrelas, considerando o filme "um tributo amoroso à cultura mexicana", enquanto elogiava a animação, as dublagens (particularmente as de Gonzalez, Bernal e Bratt) e o tom e profundidade emocionais e temáticos do filme. Michael Phillips, do Chicago Tribune, considerou o filme "vividamente bom, lindamente animado", elogiando a trilha sonora instrumental de Michael Giacchino e as canções, além de fazer uma comparação com o tom emocional de Inside Out. A. O. Scott, do The New York Times, elogiou o filme, o comparando a "uma experimentada melodia com originalidade e estilo cativante, com a erudição itinerante e divertida da cultura pop", e considerou a energia cultural do filme como "inclusiva" e "uma marca da Disney do século XXI". Richard Roeper, do Chicago Sun-Times, opinou que o filme é "cheio de vida" e o julgou como "uma aventura apaixonante e emocionante", elogiando também as performances vocais como "fantásticas" e "de primeira classe". Brian Truitt, do USA Today, descreveu o filme como "efervescente, inteligente e pensativo", chamando-o de "uma das apresentações mais lindamente animadas da Pixar" e "o filme mais musical da Pixar, com uma série de atrativos musicais". Stephen Whitty, do Newark Star-Ledger, escreveu que a atmosfera "têm uma vitalidade e sua atmosfera traz um calor. E mesmo depois de acabar, ambos permanecem, só um pouquinho - como um acorde de guitarra perfeitamente tocado".

### Prêmios e indicações
Coco vem recebendo muitos prêmios e indicações a prêmios e concorrerá a várias categorias do Critics' Choice Movie Awards e do Annie Award. Recebeu duas indicações ao Globo de Ouro, vencendo na categoria de Melhor Filme de Animação e perdendo na categoria de Melhor Canção Original (por "Remember Me"). Recebeu mais duas indicações ao Oscar, também por Melhor Filme de Animação e Melhor Canção Original, vencendo em ambas as categorias

### Controvérsia
Em 2013, a Disney solicitou o registro da expressão "Dia de los Muertos" como marca registrada, o que gerou críticas especialmente dos imigrantes mexicanos nos Estados Unidos, bem como uma petição assinada por mais de 21 mil pessoas através da plataforma Change.org, que buscava explicitar que tal solicitação se tratava de um ato de apropriação cultural. Esta situação foi também ironizada em uma caricatura desenhada pelo mexicano Lalo Alcaraz, que retratava o pôster do filme incluindo um esqueleto de Mickey Mouse, chamado "Muerto Mouse", de significativas proporções, acompanhado do enunciado "It's coming to trademark your cultura", que pode ser traduzido como "Ele está vindo para registrar a sua cultura". Na semana seguinte a estes ocorridos, a Disney anunciou que estava desistindo do processo em um comunicado onde explicava que a solicitação de registro tinha a intenção de proteger um potencial título para a película e outras atividades relacionadas.